# Pagny-la-Ville
Pagny-la-Ville este o comună în departamentul Côte-d'Or, Franța. În 2009 avea o populație de 419 de locuitori.

## Evoluția populației
| An        | 1975 | 1982 | 1990 | 1999 | 2006 | 2009 |
| --------- | ---- | ---- | ---- | ---- | ---- | ---- |
| Populație | 333  | 310  | 316  | 383  | 413  | 419  |